# برتين
مدينة برتين هي عاصمة محافظة برتين تقع في شمال تركيا ويبلغ تعداد سكانها حوالي 35,992 نسمة.

## المناخ
يظهر الجدول التالي التغييرات المناخية على مدار السنة لبرتين:
| البيانات المناخية لـبرتين                    | البيانات المناخية لـبرتين | البيانات المناخية لـبرتين | البيانات المناخية لـبرتين | البيانات المناخية لـبرتين | البيانات المناخية لـبرتين | البيانات المناخية لـبرتين | البيانات المناخية لـبرتين | البيانات المناخية لـبرتين | البيانات المناخية لـبرتين | البيانات المناخية لـبرتين | البيانات المناخية لـبرتين | البيانات المناخية لـبرتين | البيانات المناخية لـبرتين |
| الشهر                                        | يناير                     | فبراير                    | مارس                      | أبريل                     | مايو                      | يونيو                     | يوليو                     | أغسطس                     | سبتمبر                    | أكتوبر                    | نوفمبر                    | ديسمبر                    | المعدل السنوي             |
| -------------------------------------------- | ------------------------- | ------------------------- | ------------------------- | ------------------------- | ------------------------- | ------------------------- | ------------------------- | ------------------------- | ------------------------- | ------------------------- | ------------------------- | ------------------------- | ------------------------- |
| الدرجة القصوى °م (°ف)                        | 23.2 (73.8)               | 27.2 (81.0)               | 31.6 (88.9)               | 34.1 (93.4)               | 39.1 (102.4)              | 38.0 (100.4)              | 42.8 (109.0)              | 41.3 (106.3)              | 36.0 (96.8)               | 37.1 (98.8)               | 29.0 (84.2)               | 27.7 (81.9)               | 42.8 (109.0)              |
| متوسط درجة الحرارة الكبرى °م (°ف)            | 9.2 (48.6)                | 10.3 (50.5)               | 13.1 (55.6)               | 17.9 (64.2)               | 22.3 (72.1)               | 26.0 (78.8)               | 28.1 (82.6)               | 28.1 (82.6)               | 24.8 (76.6)               | 20.5 (68.9)               | 15.8 (60.4)               | 11.2 (52.2)               | 18.9 (66.1)               |
| المتوسط اليومي °م (°ف)                       | 4.2 (39.6)                | 4.7 (40.5)                | 7.1 (44.8)                | 11.3 (52.3)               | 15.7 (60.3)               | 19.8 (67.6)               | 22.1 (71.8)               | 21.7 (71.1)               | 17.7 (63.9)               | 13.6 (56.5)               | 9.2 (48.6)                | 5.9 (42.6)                | 12.8 (55.0)               |
| متوسط درجة الحرارة الصغرى °م (°ف)            | 0.4 (32.7)                | 0.5 (32.9)                | 2.4 (36.3)                | 6.1 (43.0)                | 9.9 (49.8)                | 13.4 (56.1)               | 15.6 (60.1)               | 15.5 (59.9)               | 12.0 (53.6)               | 8.7 (47.7)                | 4.6 (40.3)                | 2.1 (35.8)                | 7.6 (45.7)                |
| أدنى درجة حرارة °م (°ف)                      | −15.4 (4.3)               | −18.6 (−1.5)              | −13.1 (8.4)               | −4.5 (23.9)               | −1.3 (29.7)               | 5.3 (41.5)                | 8.0 (46.4)                | 6.7 (44.1)                | 1.5 (34.7)                | −3.2 (26.2)               | −5.6 (21.9)               | −10.6 (12.9)              | −18.6 (−1.5)              |
| الهطول مم (إنش)                              | 113.2 (4.46)              | 84.2 (3.31)               | 76.0 (2.99)               | 56.8 (2.24)               | 50.0 (1.97)               | 71.7 (2.82)               | 63.7 (2.51)               | 80.7 (3.18)               | 87.4 (3.44)               | 107.4 (4.23)              | 114.0 (4.49)              | 130.7 (5.15)              | 1٬035٫8 (40.79)           |
| متوسط أيام هطول الأمطار                      | 16.2                      | 14.6                      | 13.9                      | 12.0                      | 10.2                      | 8.7                       | 6.9                       | 6.7                       | 8.7                       | 11.8                      | 12.9                      | 17.2                      | 139.8                     |
| ساعات سطوع الشمس اليومية                     | 2.1                       | 3.1                       | 4.1                       | 5.4                       | 7.2                       | 9.6                       | 9.5                       | 9.2                       | 7.3                       | 5.1                       | 3.3                       | 2.2                       | 5.7                       |
| المصدر: Turkish State Meteorological Service |                           |                           |                           |                           |                           |                           |                           |                           |                           |                           |                           |                           |                           |

## توأمة
لبرتين اتفاقيات توأمة مع كل من:
- لونن (25 مايو 2011 - )
- فونتانيفا

## أعلام
- بيريهان توبالوجلو